# Hernán Arsenio Pérez
Hernán Pérez (Fernando de la Mora, 25 de febrero de 1989) es un futbolista paraguayo. Juega de extremo en el deportivo recoleta de Paraguay. 

## Trayectoria

### Primeros años
Se inició en la escuela de fútbol del club Cristóbal Colón de Ñemby de la Liga Regional del Sud de Fútbol, donde jugó durante un año en la categoría Sub-15 siendo el goleador del equipo. Luego ficha por otro club de la zona, el Ytororó de la ciudad de San Antonio. 

### Tacuary FC
Poco tiempo después, en 2005, llega al club Tacuary de la Primera División.
Debutó el 19 de noviembre de ese mismo año ante Cerro Porteño, cuando solo tenía 16 años, en la decimoquinta jornada del Torneo Clausura, pero recién en 2007 pudo jugar en forma continua, al principio pocos minutos y en los últimos partidos del Torneo Apertura, ya como titular. De este modo, Pérez ya era considerado como una de las gratas revelaciones que tuvo aquel certamen.
Más tarde sorprendió en la parte final del torneo por su gran velocidad y la decisión con la que encaraba sus incursiones por el costado derecho. Anotó su primer gol en Primera División, el 30 de junio de 2007, ante Nacional, en encuentro válido por la vigésima primera jornada, en el que, según la crónica de un medio escrito local, resaltó nítidamente su tarea.
Finalizó como titular en el cuadro que dirigía Daniel Lanata y mantuvo esa posición en los compromisos internacionales que disputó contra Danubio, de Uruguay, por la Copa Sudamericana 2007.
Hernán reconoció que la velocidad es su mejor argumento y que, pese a que casi todos sus entrenadores lo utilizaron por el costado derecho, no le desagrada jugar como enganche.

### Club Libertad
A principios de 2008, tras caerse una posibilidad de ser transferido al Sporting Lisboa de Portugal, Pérez recaló a préstamo en Libertad proveniente de Tacuary, club con el que compartió su ficha en un 50%. Sin embargo, cuando todo indicaba que llegaría su momento para ser tenido en cuenta en el primer equipo, a su vuelta del Sudamericano Sub-20 que disputó junto a la selección paraguaya en enero de 2009, sufre una lesión de considerable gravedad que lo mantuvo en proceso de recuperación durante el resto de aquel semestre.

### Salto a Europa

#### Villarreal FC
Su buen rendimiento en el referido torneo juvenil le valió para que, en julio de 2009, sea transferido al Villarreal Club de Fútbol, firmando un contrato por cinco temporadas.
A mediados de 2011, Pérez se ha consolidado en la plantilla principal al punto de debutar en la Liga de Campeones de la UEFA. El 1 de octubre del mismo año anotó su primer gol en la liga española en el empate de su equipo frente al Real Zaragoza. Pese a ello el club desciende a la Segunda División ese año, cortando así la gran proyección de Pérez.
Al año siguiente el Villarreal regresa a la máxima competición del fútbol español, pero con Pérez jugando pocos minutos, lo que provoca su cesión en enero de 2014 al Olympiacos FC hasta junio del mismo año. Al término de la cesión, que resultó muy positiva, Hernán regresó al Villarreal para intentar consagrarse de nuevo en el conjunto amarillo.

#### Real Valladolid CF
En enero de 2015 fue cedido al Real Valladolid Club de Fútbol hasta el final de temporada. El 3 de julio fue fichado por el Real Club Deportivo Espanyol a coste 0 ya que venía con carta de libertad del Villarreal Club de Fútbol.

#### Deportivo Alavés
El 11 de enero de 2018 fue cedido al Deportivo Alaves.
En el 2024 fichó por Unión Comercio, club con que descendió en la Liga 2 al quedar en la última posición del torneo peruano. Jugó un total de 28 partidos y logró anotar 4 goles.

## Selección nacional

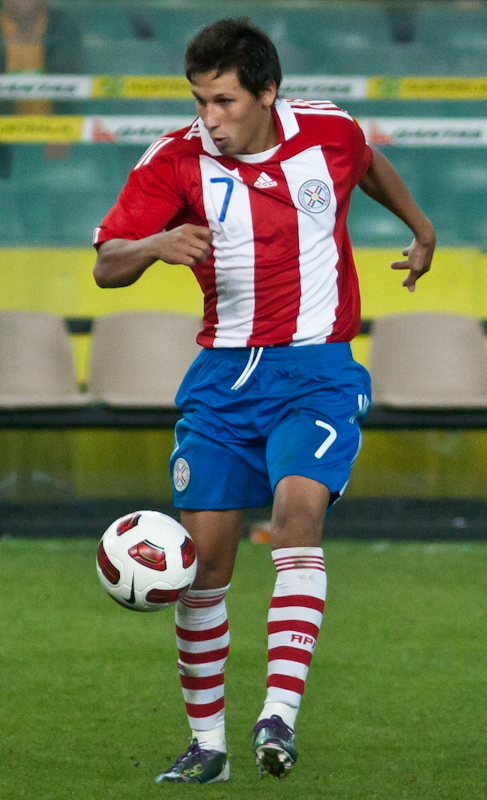
Pérez en 2010

Ha sido internacional con la selección de fútbol de Paraguay. En marzo de 2010, Pérez fue convocado por el entrenador Gerardo Martino para integrar por primera vez la selección absoluta, que enfrentará el 31 del mismo mes en un juego amistoso a la de Sudáfrica.
Antes ya había sido parte de selecciones de categorías menores, como la Sub-20, con la que tuvo destacada actuación durante el Campeonato Sudamericano Sub-20 de 2009, clasificatorio para el Mundial de Egipto. En dicho certamen marcó cinco goles con los que terminó siendo uno de los máximos anotadores. El volante ofensivo llegó a ser considerado por la prensa deportiva de su país como la figura del equipo.
Estuvo presente en la Copa América 2011 de Argentina, en la que Paraguay alcanzó la final, en la que disputó el segundo tiempo.

### Participaciones en Eliminatorias al Mundial
| Eliminatorias                 | Resultado  | Partidos | Goles |
| ----------------------------- | ---------- | -------- | ----- |
| Eliminatorias Mundial de 2014 | 10.º lugar | 4        | 0     |
| Eliminatorias Mundial de 2018 | 7.º lugar  | 6        | 0     |

### Participaciones en Copa América
| Copa América      | Sede      | Resultado        | Partidos | Goles |
| ----------------- | --------- | ---------------- | -------- | ----- |
| Copa América 2011 | Argentina | Subcampeón       | 2        | 0     |
| Copa América 2019 | Brasil    | Cuartos de final | 2        | 0     |

### Goles en la selección
| Goles con la Selección de Paraguay | Goles con la Selección de Paraguay | Goles con la Selección de Paraguay | Goles con la Selección de Paraguay | Goles con la Selección de Paraguay | Goles con la Selección de Paraguay | Goles con la Selección de Paraguay | Goles con la Selección de Paraguay | Goles con la Selección de Paraguay |
| Resultados                         | Resultados                         | Resultados                         | Resultados                         | Lugar                              | Estadio                            | Fecha                              | Tipo                               | Goles                              |
| ---------------------------------- | ---------------------------------- | ---------------------------------- | ---------------------------------- | ---------------------------------- | ---------------------------------- | ---------------------------------- | ---------------------------------- | ---------------------------------- |
| Paraguay                           | 3                                  | 3                                  | Guatemala                          | Washington D. C.                   | Robert F. Kennedy Memorial Stadium | 15 de agosto de 2012               | Amistoso                           | 1 gol                              |
| Paraguay                           | 2                                  | 4                                  | México                             | Santa Clara                        | Levi's Stadium                     | 26 de marzo de 2019                | Amistoso                           | 1 gol                              |

Para un total de 2 goles.

## Clubes
| Club                           | País     | Año       |
| ------------------------------ | -------- | --------- |
| Tacuary F. C.                  | Paraguay | 2007-2008 |
| Club Libertad                  | Paraguay | 2008-2009 |
| Villarreal C. F. "B"           | España   | 2009-2011 |
| Villarreal C. F.               | España   | 2011-2015 |
| Olympiacos F. C. (cedido)      | Grecia   | 2014      |
| Real Valladolid C. F. (cedido) | España   | 2015      |
| R. C. D. Espanyol              | España   | 2015-2019 |
| Deportivo Alavés (cedido)      | España   | 2018      |
| Al Ahli Doha                   | Catar    | 2019-2021 |
| Coritiba                       | Brasil   | 2022      |
| General Caballero JLM          | Paraguay | 2023      |
| Unión Comercio                 | Perú     | 2024-act. |

## Palmarés

### Títulos nacionales
| Título              | Club             | País   | Año     |
| ------------------- | ---------------- | ------ | ------- |
| Superliga de Grecia | Olympiacos F. C. | Grecia | 2013-14 |